# Seddon Pennine RU
 (novembre 2021).
 (octobre 2021).
La mise en forme du texte ne suit pas les recommandations de Wikipédia : il faut le « wikifier ».
Les points d'amélioration suivants sont les cas les plus fréquents. Le détail des points à revoir est peut-être précisé sur la page de discussion.
- Les titres sont pré-formatés par le logiciel. Ils ne sont ni en capitales, ni en gras.
- Le texte ne doit pas être écrit en capitales (les noms de famille non plus), ni en gras, ni en italique, ni en « petit »…
- Le gras n'est utilisé que pour surligner le titre de l'article dans l'introduction, une seule fois.
- L'italique est rarement utilisé : mots en langue étrangère, titres d'œuvres, noms de bateaux, etc.
- Les citations ne sont pas en italique mais en corps de texte normal. Elles sont entourées par des guillemets français : « et ».
- Les listes à puces sont à éviter, des paragraphes rédigés étant largement préférés. Les tableaux sont à réserver à la présentation de données structurées (résultats, etc.).
- Les appels de note de bas de page (petits chiffres en exposant, introduits par l'outil «  Source ») sont à placer entre la fin de phrase et le point final[comme ça].
- Les liens internes (vers d'autres articles de Wikipédia) sont à choisir avec parcimonie. Créez des liens vers des articles approfondissant le sujet. Les termes génériques sans rapport avec le sujet sont à éviter, ainsi que les répétitions de liens vers un même terme.
- Les liens externes sont à placer uniquement dans une section « Liens externes », à la fin de l'article. Ces liens sont à choisir avec parcimonie suivant les règles définies. Si un lien sert de source à l'article, son insertion dans le texte est à faire par les notes de bas de page.
- La présentation des références doit suivre les conventions bibliographiques. Il est recommandé d'utiliser les modèles {{Ouvrage}}, {{Chapitre}}, {{Article}}, {{Lien web}} et/ou {{Bibliographie}}. Le mode d'édition visuel peut mettre en forme automatiquement les références.
- Insérer une infobox (cadre d'informations à droite) n'est pas obligatoire pour parachever la mise en page.

Pour une aide détaillée, merci de consulter Aide:Wikification.
Si vous pensez que ces points ont été résolus, vous pouvez retirer ce bandeau et améliorer la mise en forme d'un autre article.
Le Seddon Pennine RU est un châssis pour autobus (à un étage) fabriqué par le constructeur britannique Seddon Atkinson entre 1969 et 1974.
Comme de coutume, le châssis doit recevoir une carrosserie réalisée par des entreprises spécialisées. Il est remplacé en 1974 par le Seddon Pennine 7, le dernier châssis produit par Seddon.

## Histoire

### Le contexte
Jusque dans le milieu des années 1950, Seddon est quasiment inconnu dans le secteur des châssis d'autobus au Royaume-Uni. Seddon n'avait fabriqué qu'un unique exemplaire du châssis Mark 19, qui utilisait de nombreux composants du  AEC Reliance datant de 1953, carrossé par Harrington, vendu en 1960 à Creamline Coaches dans le Hampshire.
Devant le succès de la série Ford R et des Bedford VAL et VAM, Seddon décide de fabriquer un produit similaire, avec plusieurs empattements et des moteurs Perkins montés, comme ses concurrents, verticalement à l'avant. Le modèle est baptisé Pennine 4 et dès son lancement, en 1967, grâce à une excellente opération commerciale, est vite devenu un succès dans plusieurs pays du Commonwealth. La plus grosse commande provenant de la compagnie Kowloon Motor Bus de Hong Kong avec 100 unités de 11 mètres équipées de moteurs Perkins V8 développant 170 ch avec une carrosserie Pennine Coachcraft de 47 places + 42 debout.
Une variante du châssis avec moteur placé à l'arrière, le Mark 5, n'a pas connu le même succès. Un seul exemplaire vendu au Royaume-Uni, un autocar carrossé par Van Hool de 45 places. La version avec un moteur 6 cylindres Perkins turbocompressé monté à l'avant sous le plancher a été baptisé Pennine 6.
Pour reprendre des parts de marché au Royaume-Uni, en 1969, après une étude technique et une bonne mise au point, Seddon présente le châssis Pennine RU
avec un moteur Gardner placé sous le châssis dans le porte à faux arrière.

## Le Seddon Perrine RU
Le Seddon Pennine RU (RU pour emplacement du moteur à l'arrière-sous-plancher), a été lancé en 1969 pour concurrencer les grands constructeurs très présents sur le marché britannique d'autobus mono-étage à moteur arrière. Bien qu'il s'agisse d'un produit très différent du Pennine 4, il suivait la même philosophie, à savoir : offrir les mêmes caractéristiques principales que le modèle le plus demandé, mais réduire sa complexité pour réduire son coût et le proposer à la vente avec un délai de livraison très court avec le choix d'une version low cost avec une carrosserie Pennine Coachcraft. Le leader du marché était le Bristol RE dans le segment des autobus à un étage avec moteur arrière et Seddon a décidé d'utiliser des unités mécaniques similaires, notamment des moteurs Gardner et une transmission semi-automatique.
Pour simplifier sa construction, Seddon a mis au point un châssis droit utilisant des profilés longitudinaux et des traverses tubulaires. Les empattements proposés étaient soit de 5,60 m pour les véhicules de 11,0 mètres, soit de 6,0 m pour ceux de 12,0 mètres. La chaîne cinématique a été simplifiée au maximum. Le moteur Gardner 6HLX de 10,45 litres (le Gardner 6HLW de 8,6 litres était en option) est monté dans le porte à faux arrière, sous le plancher. L'essieu arrière est un modèle Eaton. La suspension est composée de ressorts à lames conventionnels. Le freinage est entièrement pneumatique et agit sur des tambours Girling. Un système combiné chauffage et ventilation de la caisse avec un échangeur de chaleur à commande thermostatique et un ventilateur réversible a été annoncé, mais il n'a jamais été monté sur aucun autobus.
La carrosserie Pennine Coachcraft est en aluminium similaire à celle montée sur le Pennine 4. Trois autres marques ont carrossé RU, Plaxton qui utilise une structure en bois dur renforcée par des éléments en acier, East Lancashire Coachbuilders et Charles H Roe utilisent une structure en tubes d'acier.
Le premier prototype Seddon RU, immatriculé en mars 1969, dispose d'une carrosserie Pennine Coachcraft avec double porte et offre 41 places dans la version à empattement court. Le second prototype mesure 12 mètres avec empattement normal, offre 45 sièges. Il a été exposé au Salon de l'Automobile de 1970 à Earls Court mais a été éclipsé par le lancement du Leyland National et du Scania Metro.
Le Seddon RU a été le premier châssis d'autobus conçu pour répondre aux exigences de la New Bus Grant annoncée dans le Transport Act de 1968. Cette subvention gouvernementale couvrait initialement 25 % du coût des autobus utilisés sur les transports locaux. À partir de 1971, cette subvention a été portée à 50 %.
En 1970, 46 châssis ont été construits, carrossés et livrés. La production a ensuite atteint un pic de 109 unités en 1971, recule légèrement en 1972 à 99 unités puis tombe à 13 unités en 1973 et seulement 6 en 1974. Les compagnies de transport urbain se tournant vers les bus à impériale comme le Leyland National, le leader du marché britannique.
La production du Seddon RU a cessé en mars 1974 après la fabrication du 274e exemplaire.

### Les déboires des utilisateurs
Les conducteurs ont, dans leur majorité, n'ont pas aimé la maniabilité du Seddon Pennine RU et trouvé la direction peu précise faisant état d'une sensation particulière au volant. Les bagues de direction, les coussinets de poussée d'essieu et les pivots d'attelage ont souvent présenté des usures anormales et précoces, ce qui aggravait les problèmes de direction, tandis que des roues avant déséquilibrées pouvaient modifier la trajectoire du véhicule avec une correction très difficile au volant. Le poids était trop concentré sur l'arrière et cela a aggravait les problèmes de maniement. Les bagues en polyuréthane s'usaient de manière alarmante et ont dû être remplacées par des bagues traditionnelles en laiton chromé à graisser régulièrement.
Les fixations du boîtier de direction ont dû également être renforcées tout comme la fixation des radiateurs. Le filtre à air était quasiment inaccessible. Le coupe batterie principal était situé dans une position qui le rendait très vulnérable aux éclaboussures de la route et devait être blindé, une partie du câblage était également suspecté de provoquer des incendies
Les freins n'étaient pas exempts de critiques. Les conducteurs se plaignaient de ne pas pouvoir arrêter l'autobus en ligne droite. La structure porteuse du Pennine RU s'est avérée trop légère et avait tendance à se fissurer autour des points de montage sur le châssis.